# Купальный, Александр Анатольевич
Алекса́ндр Анато́льевич Купа́льный (укр. Олександр Анатолійович Купальний; 21 марта 1986, Макеевка, СССР) — украинский футболист, вратарь. После завершения карьеры игрока стал работать тренером вратарей.

## Биография

### Клубная карьера
В чемпионате Украины ДЮФЛ выступал за «Кировец» (Макеевка) и «Шахтёр» (Донецк), где сыграл 33 матча. В течение 2005—2008 годов играл за «Шахтёр-2» и «Шахтёр-3» в первой и второй украинской лиге соответственно, проведя в общей сложности 20 официальных поединков. В основном составе «Шахтёра» провёл 1 матч, 17 июня 2007 года против запорожского «Металлурга» (0:2). Также выступал за дублирующий состав в турнире дублёров (49 матчей). Летом 2008 года покинул донецкий «Шахтёр». 
Зимой 2009 года выступал за команду свободных агентов «Гермес». В 2010 и 2012 году играл за команды «Нова-Люкс» (Донецк) и «Химик» (Авдеевка) в чемпионате Донецкой области.

### Карьера в сборной
Провёл 1 матч за молодёжную сборную Украины до 21 года 15 ноября 2006 года против Узбекистана (3:1), Купальный отыграл 46 минут после чего был заменён на Юрия Мартыщука

## Достижения
- Серебряный призёр Высшей лиги Украины (1): 2006/07